# Out 1
«Out 1», также известный под названием «Out 1: не прикасайся ко мне» (фр. Out 1: Noli Me Tangere) — французский экспериментальный фильм, поставленный Жаком Риветтом в 1971 году по мотивам сборника «История Тринадцати», входящей в состав «Человеческой комедии» Оноре де Бальзака. Один из самых длинных фильмов в истории кино (продолжительность — около 13 часов). Также у «Out 1» имеется сокращенная четырёхчасовая киноверсия «Out 1: Призрак».
По ряду причин в течение десятилетий фильм был малодоступен для широкого зрителя, что породило вокруг него отдельный культ (критик Питер Лим из The New York Times назвал работу Риветта «Святым Граалем синефилов»).

## Сюжет
Тома и Лили руководят двумя театральными труппами. Труппа Тома ставит «Прометея Прикованного» Эсхила, труппа Лили — «Семерых против Фив». Представляющийся глухонемым молодой человек Колен бродит по Парижу и собирает милостыню в экстравагантной форме. Уличная воровка Фредерика знакомится с мужчинами и обманом выманивает у них деньги (как правило, небольшие). Однажды в жизнь Колена вмешивается случай: незнакомая женщина (на самом деле, актриса из труппы Тома) передаёт ему странное послание. Дешифруя его, молодой человек узнаёт о существовании в Париже тайного Общества Тринадцати и пускается на поиски. Об Обществе узнаёт и Фредерика. Действия молодых людей приводят в непредсказуемое движение давно распавшееся Общество.

## История создания

### Идея и принципы
После экспериментальной картины «Безумная любовь» Риветт задумал фильм, который полностью состоял бы из импровизации. Сценария — в привычном понимании — у картины не было, вместо него была составлена таблица «пересечений» актёров на площадке. Содержание сцен, все реплики, а также внешний вид, имена и характеристики персонажей отдавались на усмотрение актёров. Продюсером картины выступил Стефан Чалгаджиефф, мечтавший поработать с Риветтом после «Безумной любви». Огромную часть организации съёмочного процесса взяла на себя Сюзанн Шиффман. Вклад её оказался так значителен, что в титрах Риветт обозначил её своим сорежиссёром.

### Название
Первоначальное название фильма было просто «Out 1». По словам Жака Риветта, в те времена самым модным словом Франции было «in», и всем хотелось быть вовлечённым, «в теме». Соответственно, фильм Риветта — о тех, кто находится вовне, выключен из процесса. Цифру «1» Риветт шуточно объяснял тем, что в случае успеха можно было бы снять «Out 2».
Подзаголовок для длинной версии «Не прикасайся ко мне» — знаменитый сюжет из Евангелия от Иоанна. Риветт говорил, что это словосочетание идеально описывает отношения героев и героинь в этом фильме.

### Съёмки и монтаж
Несмотря на свободный стиль повествования, съёмки уложились в 6 недель. Оператором картины выступил Пьер-Уильям Гленн, исполнивший многочисленные длинные планы при помощи ручной камеры «Кутан». Гленн вспоминал впоследствии, что Риветт практически не давал ему советов, как снимать, и на площадке предпочитал держаться в стороне от процесса, добиваясь того, чтобы фильм начал порождать себя сам.
При монтаже 13-часовой версии Риветт принципиально оставил практически нетронутыми длинные импровизационные планы, а также многочисленные «шероховатости» (вроде тени от камеры, прохожих, заглядывающих в кадр, или актёров, начинающих смеяться посреди импровизации).

## В ролях
- Жан-Пьер Лео — Колен
- Жюльет Берто — Фредерика

### Труппа Тома
- Майкл Лонсдейл — Тома
- Эдвин Моатти — Беатрис
- Бернадетт Онфруа — Бергамот
- Сильвен Корте — Ашиль
- Кристиана Корте — Роз
- Моник Клеман — Фон

### Труппа Лили
- Мишель Моретти — Лили
- Эрмин Карагёз — Мари
- Пьер Байо — Кантэн
- Марсель Бозонне — Папа/Тео/Арсеналь
- Карен Пюиг — Элен

### Заговорщики
- Бюль Ожье — Полин/Эмили
- Бернадетт Лафон — Сара
- Франсуаза Фабиан — Люси де Граф
- Жак-Дониоль Валькроз — Этьен
- Жан Буиз — Варок
- Ален Либольт — Рено

## Список серий
| № | Название серии      | Синопсис | Продолжительность |
| - | ------------------- | --- | ----------------- |
| 1 | От Лили к Тома      | Труппы Тома и Лили репетируют. После разговора с актёрами Тома заключает, что переход от движений к словам в «Прометее» происходит неестественно. Немой Колен и воровка Фредерика занимаются своей рутинной уличной деятельностью. | 1 ч 26 мин        |
| 2 | От Тома к Фредерике | Труппа Тома разбирает «Прометея» и пробует новое упражнение: создание ситуации опасности. Фредерика встречает Ханимуна, и тот рассказывает о парне-завсегдатае кафе, в которого он влюблён. Мари передаёт Колену записку с шифром. Колен опознает цитаты из Кэрролла и Бальзака. Лили тайно встречается с Люси де Граф. Они обсуждают странную активность некоего Пьера. | 1 ч 45 мин        |
| 3 | От Фредерики к Саре | Колен обращается за помощью к профессору-бальзаковеду, однако тот не принимает всерьёз его слова о существования Общества 13 в наши дни. Тогда Колен начинает скитаться по Парижу, декламируя отрывки из повести. Это приводит его в магазин «Угол случайности», где он впервые видит Полин. Тома разыгрывает несколько вербальных отрывков, вдохновленных «Прометеем» и, осознав кризис, едет в Обаду к Саре, живущей в уединении и пытающейся написать новый роман. Он уговаривает Сару вернуться в Париж.                                  | 1 ч 44 мин        |
| 4 | От Сары к Колену    | Папа приводит в труппу Лили нового человека — Рено, и он быстро втягивается в репетиционный процесс. Колен, выдав себя за журналиста, входит в круг молодых людей «Угла случайности» и влюбляется в Полин. Фредерика встречает неизвестного шахматиста и крадёт у него письма, содержание которых кажется ей странным. | 1 ч 42 мин        |
| 5 | От Колена к Полин   | Фредерика пытается шантажировать участников переписки, но терпит неудачу с Этьеном и Люси де Граф. Платит ей только Полин, которой кажется, что там может быть весточка от её мужа Игора. При этом она грубо игнорирует Колена, который пытается объясниться ей в любви. Рено окончательно перехватывает бразды правления в труппе Лили. Кантэн выигрывает миллион на скачках, однако Рено похищает эти деньги и скрывается. | 1 ч 26 мин        |
| 6 | От Полин к Эмили    | Труппа Лили разбредается по Парижу, тщетно пытаясь найти Рено. Во время этих поисков исчезает Лили. Колен посещает труппу Тома и беседует с последним об Обществе 13. Фредерика встречается с Ханимуном, который показывает ей предмет своих воздыханий. Это Рено. Вслед за Лили Полин тоже сбегает из города, предварительно порвав с Коленом и разослав в газеты компромат на Пьера. Этьен, Тома и Люси договариваются остановить её. Колен продолжает изыскания по поводу Общества 13 и обнаруживает зашифрованное в послании имя — Варок. | 1 ч 36 мин        |
| 7 | От Эмили к Люси     | Фредерике удаётся соблазнить Рено. Последний проговаривается о том, что он — член тайного общества деворантов. Кантэн примыкает к труппе Тома. Лили и Полин воссоединяются в Обаде. Полин делится своими подозрениями, что Игор на самом деле тайно проживает в этом особняке. Здесь их настигает Тома, приехавший в компании своих актёров Ашиля и Роз. Колен встречается с Сарой, которая уговаривает молодого человека оставить его поиски.                                                                                                | 1 ч 34 мин        |
| 8 | От Люси к Мари      | Компания проводит мучительную ночь в Обаде. Полин никак не может решить, что делать дальше. Внезапно ей звонит Игор. Вместе с Лили Полин отбывает в Париж. Варок и Люси встречаются и вспоминают славное прошлое Общества 13. Их навещает Колен и заявляет, что чувствует себя прекрасно и возвращается к прежней деятельности. Фредерика решает проследить переговоры Рено с сообщниками и погибает от пули Рено. Оставленный всеми Тома переживает истерику на пляже. Последний кадр фильма — Мари у статуи Афины, всматривающаяся в даль.  | 1 ч 18 мин        |

## Культурные аллюзии

### Кино
Главным источником вдохновения Риветт называл рабочую версию фильма «Мало-помалу» Жана Руша, имевшую хронометраж около 4 часов. Руш демонстрировал её в течение одного вечера в парижском кинотеатре (впоследствии этот вариант картины был утрачен) Опыт этого сеанса Риветт положил в основу своего 13-часового фильма.
Эпизоды, в которых Фредерика облачается в маску, являются отсылками к приключенческому фильму «Жюдекс» Луи Фейада.
Во время монтажа Риветт рассматривал вариант создания двух версий одной и той же истории на манер «Супружеской жизни» Андре Кайата, но позже отказался от этой идеи.

### Театр
Большую часть в фильме занимают репетиции театральных трупп. В их упражнениях частично используются практики «театра жестокости», наработки Питера Брука, Ежи Гротовского и труппы Living Theatre. Играющие в этих эпизодах Майкл Лонсдейл, Бернадетт Онфруа и Сильвен Кортей действительно играли у Питера Брука в «Буре», а Онфруа сотрудничала с Гротовским.

## Прокатная судьба

### Полная версия
Несмотря на то что Риветт держал в уме именно кинотеатральную форму показа, первоначально «Out 1» предполагался для показа по телевидению. Руководство канала отказалось от этой идеи. Первый показ черновой версии без титров прошёл в Доме культуры Гавра. Сеанс продолжался два дня.
Впоследствии Стефан Чалгаджиефф разорился и был вынужден продать права на многие спродюсированные им работы, включая «Out 1». Вследствие этого фильм на долгие годы будто канул в небытие. Лишь в конце 1980-х Чалгаджиеффу удалось поправить дела, выкупить фильм и призвать Риветта завершить работу. Итоговая 8-серийная лента была показана на Берлинском и Роттердамском фестивалях 1990—1991 годов. В течение последующих двух десятилетий «Out 1» демонстрировался в рамках точечных ретроспектив. Зафиксировано также 3 случая показа фильма по телевидению. С трансляции по итальянскому каналу Rai3 была сделана запись, и долгое время «Out 1» ходил среди синефилов именно в такой версии.
В 2015 году компания Carlotta Films отреставрировала фильм Риветта. С этого момента началось активное возвращение «Out 1» к зрителю: картина удостаивалась специальных показов по всему миру и вышла в ограниченный прокат в США, собрав в 4-х залах $31,539.

### Out 1: Призрак
В 1971 году Риветт создал новую версию «Out 1», сокращенную до 4 часов и предназначенную для кинопроката. Режиссёр настаивал, что это не просто сокращенная версия, но фактически новый, переосмысленный фильм. Этот вариант картины получил название «Out 1: Призрак».
Многие сцены полной версии в этом фильме сокращены, иногда даны лишь врезками фотографий. Центральным персонажем сделан Колен (фильм завершается его крупным планом). Опущена линия любви Рено и Фредерики, соответственно в финале героиня Жюльет Берто остаётся в живых.
«Призрак» демонстрировался в нескольких парижских кинотеатрах в 1974 году.

### Вырезанная сцена
Несмотря на то что окончательный монтаж 13-часовой версии включает в себя большое количество материала, в том числе длинные планы импровизаций, которые сами актёры не считают особенно удачными, у «Out 1» имеется вырезанная сцена. Это сцена «Отчаяние Колена» — длинный план «психодрамы» (по определению Джонатана Розенбаума) в исполнении Жана-Пьера Лео. Критик описывал сцену так:

Согласно мои записям с показа в Роттердаме, в вырезанном эпизоде, перемежаемом чёрным экраном, Колен плакал, вопил, выл, как зверь, бился головой о стену, ломал дверь шкафа, извивался на полу, затем успокаивался и подбирал губную гармошку. После, отбросив все три секретные послания, которые он пытался расшифровать в течение всего сериала, он начинал играть на гармошке экстатически, выбрасывал в коридор свою одежду и пожитки, пускался в маниакальный пляс, а затем снова играл на гармошке.
Оригинальный текст (англ.)Based on my notes taken at the 1989 Rotterdam screening, the missing sequence, punctuated by a few patches of black leader, showed Colin crying, screaming, howling like an animal, banging his head against the wall, busting a closet door, writhing on the floor, then calming down and picking up his harmonica. After throwing away all three of the secret messages he has been trying for most of the serial to decode, he starts playing his harmonica ecstatically, throws his clothes and other belongings out into the hall, dances about manically, and then plays the harmonica some more. 

Согласно воспоминаниям оператора картины, Пьера-Уильяма Гленна, Лео в какой-то момент даже открыл окно и собрался оттуда выпрыгнуть. Тогда, бросив камеру ассистенту, Гленн вбежал в кадр и втянул актёра обратно в комнату.
Известно, что на момент показа на Роттердамском фестивале 1989 года эта сцена присутствовала в фильме. Впоследствии Риветт исключил эпизод навсегда.

## Критика
В связи с чрезвычайной труднодоступностью ленты, «Out 1» долго не мог получить широкого критического осмысления (характерно, например, отсутствие упоминания о нём в «Кино» Жиля Делёза, где дан весьма подробный анализ мотивов почти всех фильмов Риветта). Известны статьи Джонатана Роуда, который заявлял: «После этого фильма ничто не будет прежним — ни кино, ни я сам». Большой вклад в популяризацию картины внёс Джонатан Розенбаум, неоднократно вносивший «Out 1» в свои списки лучших картин, а также написавший о нём в книге «Риветт: статьи и интервью», на долгое время сделавшейся единственным источником информации о фильме.
После возвращения фильма к зрителю фильм быстро набрал критическую массу. Обозреватели отмечают «капсулу времени», созданную этим фильмом и признают работу Риветта одним из ключевых фильмов пост-новой волны, наряду с «Мамочкой и шлюхой» Жана Эсташа. Также известны работы Б. Кайта, проанализировавшего многие аспекты картины. Критик Джон Хьюз, разбирая «Out 1», обнаружил там переклички с важными философскими и эстетическими идеями того времени — теорией «швов» (sutures) Жана-Пьера Удара, статьёй «Стадия Зеркала» Лакана. В интервью, которое Хьюз брал у самого Риветта, режиссёр признался, что из всех перечисленных работ на момент съёмок он читал только Лакана, но обилие зеркал в его фильме было обусловлено лишь тем, что они оказывались в местах, где велись съёмки. Риветт заявил, что все эти идеи в то время «витали в воздухе, и между ними, определённо, имелась связь», но ничьего конкретного влияния на фильм, тем не менее, не было.

## Факты
- Колен, герой Жана-Пьера Лео, представляется глухонемым, а по ходу действия картины он начинает говорить. Это отражают финальные титры: в первых трёх сериях, где Колен нем, он обозначен как «глухонемой юноша», в последующих — как «Колен»[24].
- Некоторые фразы Сары и Колена во время их диалога в финале 7-й серии даны в обратной перемотке[25].
- Роль Марлона, байкера, избивающего Фредерику, стала первой актёрской работой в кино для Жана-Франсуа Стевенена. Жюльет Берто показалось, что Стевенен похож на Марлона Брандо и ей захотелось, чтобы такой персонаж возник в фильме. Риветт выполнил её просьбу.
- Каждая серия полной версии начинается с короткого слайдшоу из фотографий, сделанных на съёмках эпизодов предыдущей серии. В «Призраке» эти фотографии буквально вторгаются в фильм посреди действия. Автор снимков — Пьер Зюкка, впоследствии ставший режиссёром (известен также по роли фотографа в фильме Франсуа Трюффо «Американская ночь»).
- Мишель Берто, играющий единственного друга Фредерики, в жизни был супругом Жюльет Берто.
- В фильме на правах камео появляются многие деятели так или иначе связанные с кинопроцессом тех лет: режиссёры Эрик Ромер и Барбе Шредер, критики Бернар Эйзеншиц и Мишель Делайе, а также один из основателей Cahiers du cinéma Жак-Дониоль Валькроз и Гийом Шиффман (будущий оператор играет здесь ребёнка, которого Колен встречает в опустевшем магазинчике «Угол случайности»).